# Dama di Elche
La Dama di Elche (in spagnolo Dama de Elche/Elx) è una scultura iberica, originariamente policroma, realizzata in pietra calcarea fra il V ed il IV secolo a.C. Si tratta di un busto che rappresenta una donna nobile, forse una defunta oppure, secondo altre ipotesi, una divinità legata alla fertilità.

## Storia
La scultura è probabilmente di manifattura iberica, ma risente delle influenze artistiche greca e punica, mentre la sua datazione è discussa, anche se viene generalmente collocata tra il V ed il IV secolo a.C.
 L'archeologo Giovanni Becatti ha datato la Dama di Elche precisamente al IV secolo a.C. e ne ha attribuito l'alta qualità scultorea all'aderenza ai modelli dello stile severo della scultura ellenica.
L'opera venne rinvenuta per caso nel 1897 nel sito archeologico di La Alcudia, a Elche (nella provincia di Alicante), e dopo l'interessamento dell'archeologo ed ispanista francese Pierre Paris, fu acquistata dal Museo del Louvre. Nel 1941, a seguito di uno scambio di opere d'arte tra Spagna e Francia, ritornò nel Paese d'origine e fu collocata nel Museo del Prado; infine, dal 1971, è entrata a far parte delle collezioni del Museo Archeologico Nazionale di Spagna, a Madrid.
Era inoltre raffigurata, ritratta di tre quarti, sulle banconote da 1 peseta.

Banconota da 1 peseta con la Dama di Elche

## Descrizione
La donna della scultura è riccamente vestita ed il suo volto mostra dei tratti idealizzati. La figura porta sulla testa un copricapo composto da una tiara coperta da un velo, un diadema sulla fronte ed un monile che unisce le due forme laterali, simili a chignon o, più propriamente, "casse", che raccolgono l'acconciatura ed incorniciano il volto.
La schiena e le spalle appaiono ricoperte da un mantello che, sulla parte anteriore, rivela tre collane con delle piccole anfore. La figura femminile indossa inoltre amuleti, pendenti con placche e infule ai lati del volto, mentre una fibula le chiude la tunica. Il busto presenta sul retro una cavità che ne suggerisce il possibile utilizzo come urna funeraria. In origine la scultura era policroma e con le cavità degli occhi in pasta vitrea.

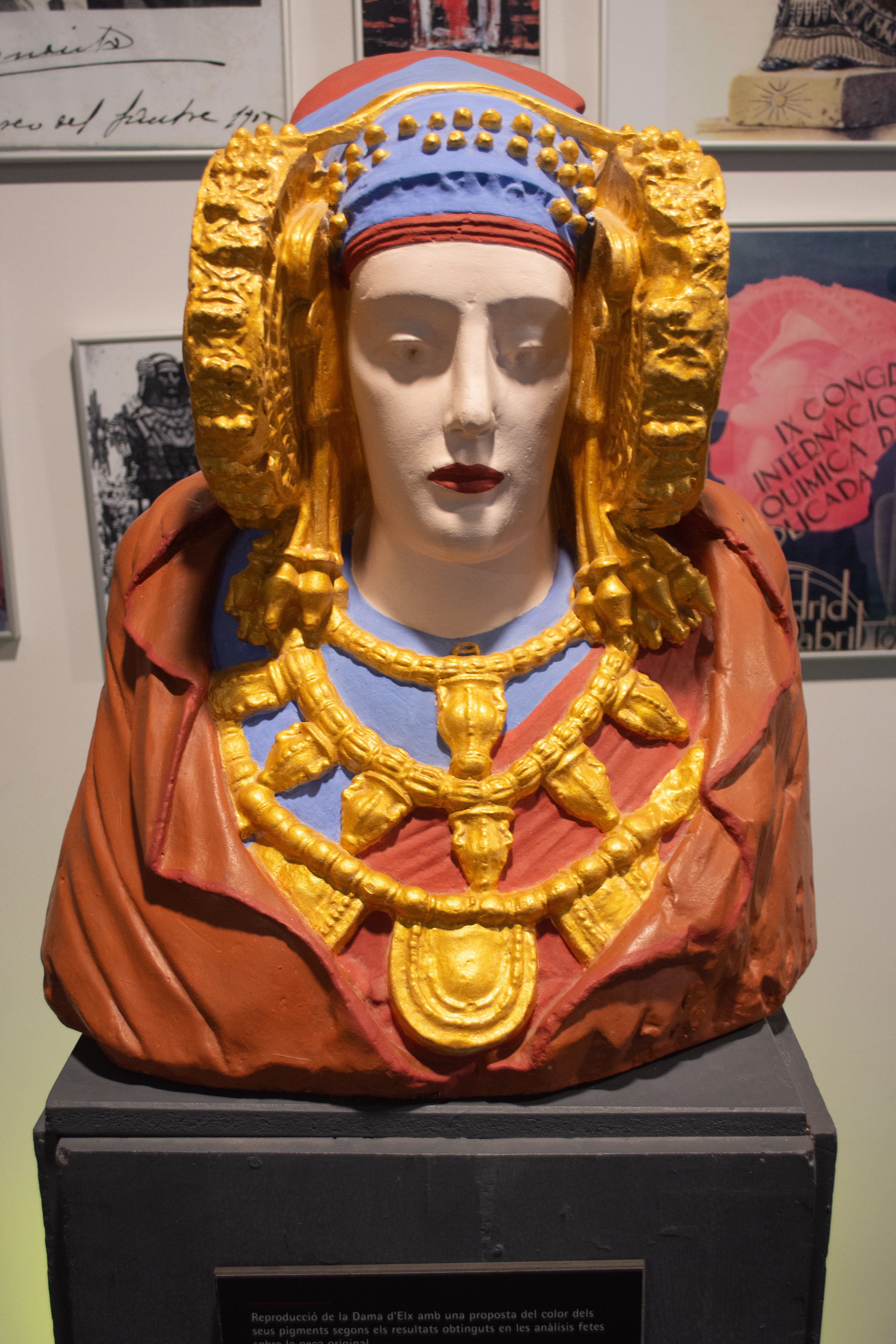
Ricostruzione della policromia originaria della Dama di Elche

## Scoperta e rimpatrio
La scultura fu rinvenuta il 4 agosto 1897 da un giovane bracciante, Manuel Campello Esclápez, durante dei lavori agricoli presso il sobborgo di Elche chiamato La Alcudia.
Nel luogo dove è stato scoperto il busto è ora presente un sito archeologico dove, durante i suoi scavi, sono venute alla luce testimonianze di un insediamento iberico-punico, di una fognatura romana, di mura e case romane, di mosaici e di una basilica cristiana del V secolo, sede episcopale. Quest'ultima evidenza archeologica è supportata dai codici dei concili di Toledo dove sono menzionate udienze con i vescovi di Illici (Elche).
Il dottor Campello Antón, proprietario del terreno su cui era stata rinvenuta la Dama di Elche, era sposato con Asunción Ibarra, figlia di Aureliano Ibarra Manzoni, un umanista del XIX secolo il cui hobby era l'archeologia: Ibarra Manzoni aveva ritrovato numerosi oggetti e vestigia iberiche nei propri terreni agricoli e in altre località del comune di Elche ed aveva creato una preziosa collezione antiquaria lasciata in eredità a sua figlia Asunción, con istruzioni affinché lei la offrisse in vendita alla Real Academia de la Historia dopo la sua morte, con lo scopo ultimo di essere esposta al Museo Archeologico Nazionale. Il testamento precisava inoltre che la collezione fosse venduta nella sua interezza. A ogni modo, dopo il ritrovamento, la famiglia Campello posizionò la Dama sul balcone della propria abitazione in modo che potesse essere vista da tutti gli abitanti di Elche, i quali la soprannominarono reina mora.
Pedro Ibarra, un antiquario e cronista locale, diffuse la notizia ed invitò l'archeologo francese Pierre Paris a Elche per visionare la Dama; quando costui ispezionò il busto iberico, ne riconobbe il valore e ne informò il Louvre di Parigi. Il Louvre offrì al dottor Campello Antón una grossa somma di denaro per l'epoca, 4000 franchi, e acquistò la scultura entro poche settimane dalla sua scoperta, nonostante l'opposizione di Asunción Ibarra: il 30 agosto 1897 la scultura fu inviata al museo francese.
Per 40 anni la Dama di Elche è stata quindi esposta al Louvre, ma dopo l'inizio della seconda guerra mondiale, nel 1939, la sua custodia fu precauzionalmente trasferita a Montauban, presso Tolosa. Il governo di Vichy ha poi negoziato il ritorno della scultura in Spagna con il governo di Franco e, nel 1941, è stata restituita attraverso uno scambio di opere che comprendeva anche l'Immacolata Concezione di Los Venerables (o Immacolata Concezione di Soult) di Murillo, le sfingi gemelle di El Salobral, diversi pezzi del tesoro di Guarrazar e le sculture iberiche di Osuna. In cambio la Spagna trasferì in Francia un Ritratto di Maria Anna d'Austria di Velázquez (il Prado conservava un'altra versione esistente del ritratto, che era considerata di qualità superiore) e un Ritratto di Antonio de Covarrubias di El Greco.
Dal 1941 la Dama di Elche è ufficialmente di proprietà del Museo del Prado (numero di catalogo E433) e la sua riscoperta ha dato avvio ad un interesse popolare per la cultura iberica preromana.  Dal 1971 venne trasferita dal Prado al Museo archeologico nazionale di Spagna, dove è attualmente esposta.